# Билле-фьорд
Билле-фьорд (норв. Billefjorden) — центральный фьорд из трёх ответвлений, расположенный глубоко внутри Ис-фьорда в северо-восточном направлении, на острове Западный Шпицберген. Его длина 30 км, ширина 5-8 км. Билле-фьорд лежит между Землёй Диксона на северо-западе и Землёй Бюнсова на юго-востоке. На его северо-западном побережье расположен бывший российский шахтёрский посёлок Пирамида (заброшенный в 1998 году). На северо-востоке находится ледник ледник Норденшельда.
Фьорд назван в честь голландского китолова Корнелиуса Билле (нидерл. Cornelius Claeszoon Bille). Первоначально другая бухта (сейчас известная как Адвент-фьорд) называлась Klass Billen Bay, однако исследователи Дунер и Норденшельд изменили названия.